# 淄阳水库
淄阳水库，位于中华人民共和国山东省青岛市平度市大泽山镇淄阳河中上游，上游与大泽山水库相连。水库总库容1480万立方米，兴利库容750万立方米，控制流域面积16平方公里，设计灌溉面积0.85万亩，有效灌溉面积0.75万亩。主、副坝均为均质坝，主坝长800米，最大坝高14.1米；副坝长2400米，高10.6米。溢洪道最大泄量568立方米/秒，西放水洞设计流量为2立方米/秒，东放水洞设计流量为1.6立方米/秒，防洪能力为300年一遇标准。